# Paulo Roberto Falcão
Paulo Roberto Falcão (ur. 16 października 1953 w Abelardo Luz) – brazylijski piłkarz, grający na pozycji pomocnika.
Falcão rozpoczął karierę jako gracz SC Internacional, gdzie grał od 1973 do 1980, zdobywając trzy Mistrzostwa Brazylii (1975, 1976 i 1979). Falcão grał też we włoskim klubie AS Roma (1980–1985), gdzie zdobył Mistrzostwo Włoch (1983) oraz przegrał mecz finałowy Pucharu Mistrzów. Grał także w drużynie São Paulo FC od 1985 do 1986.
Jako pomocnik grał w reprezentacji Brazylii na mistrzostwach świata w Hiszpanii 1982 i mistrzostwach świata w Meksyku 1986.
Uznany za jednego ze 100 Najlepszych Żyjących Piłkarzy FIFA.
Od 1990 do 1991 był selekcjonerem reprezentacji Brazylii.